# Miss World (canción)
«Miss World» es el quinto sencillo de la banda de rock alternativo Hole, lanzado en abril de 1994, y el primer sencillo de su segundo álbum de estudio de Live Through This. 

## Video musical
En marzo de 1994, antes de la salida del sencillo, se creó el video musical de "Miss World", que fue grabado en Los Ángeles. Fue dirigido por Sophie Muller, más conocida más tarde por el video de No Doubt "Don't Speak". En el video, aparece la banda tocando en un concurso de belleza, donde Courtney Love es vista como Miss Mundo. En el fondo del escenario, aparece un cartel que decía "La limpieza está al lado de la piedad" que se ve, que también más tarde aparece en el video de The Smashing Pumpkins "Zero".
- Datos: Q6019446